# 宇都宮陸軍航空廠線
宇都宮陸軍航空廠線（うつのみやりくぐんこうくうしょうせん）は、かつて鬼怒川左岸の栃木県塩谷郡阿久津村（現・同郡高根沢町）にある宝積寺駅と、芳賀郡清原村（現・宇都宮市）にあった鐺山（こてやま）駅を結んでいた大日本帝国陸軍の軍用線である。清原軍用線（きよはらぐんようせん）ともいう。
宇都宮陸軍飛行場および陸軍航空廠宇都宮支廠に隣接する鐺山駅への物資の輸送、および宇都宮から通勤する工員の輸送を目的としていたが、宇都宮駅から直接鬼怒川を渡る橋梁の建設が困難であったため、国鉄東北本線で鬼怒川を渡った宝積寺駅より鬼怒川左岸に線路が設けられた。

## 路線データ
※運行停止時点
- 路線距離：宝積寺駅 - 鐺山駅（宇都宮陸軍航空廠） 11.7 km
- 軌間：1,067 mm
- 駅数：2駅（起終点含む）
- 電化区間：なし（全線非電化）

## 運行形態
1942年（昭和17年）11月6日から国鉄3170形蒸気機関車牽引で貨物列車の運転が開始された。1943年（昭和18年）には工員輸送のためガソリン動力2両、運転士2名、車掌2名により、宝積寺 - 鐺山間で朝夕各1往復の旅客列車の運転を開始した。工員の増加に伴い、蒸気機関車牽引の客車列車も運転できるよう1944年（昭和19年）11月に鐺山駅構内に客車留置線が設けられた。

## 歴史
- 1942年（昭和17年）
  - 1月 敷設工事開始。
  - 11月1日 竣工。
  - 11月6日 運行開始。
- 1945年（昭和20年）11月1日 廃止。

## 駅一覧
※運行停止時点
宝積寺駅（ほうしゃくじ） - 鐺山駅（こてやま）

## 接続路線
- 宝積寺駅：国鉄東北本線

営業当時は「宇都宮線」の愛称はない。

## 廃線後の状況
廃線後の鉄道敷は道路に転用され、今日でもその痕跡が地図上で確認できる。終点の鐺山駅は宇都宮東警察署鐺山町駐在所跡地（鐺山松原歩道橋）から北西約200m付近に位置しており、現在、プラットホームの一部が残存している。
なお、この道路は現在も沿線住民の間で「線路道」「鉄道道」「汽車道」等の通称で呼ばれている。